# Автоматизированная система перевозки пассажиров в Шереметьево
Автоматизированная система перевозки пассажиров (АСПП) в аэропорту Шереметьево — общедоступное автоматизированное пассажирское транспортное средство. Она занимает один из двух тоннелей Межтерминального перехода аэропорта, связывающих между собой Северный (терминалы B,C) и Южный(терминалы D, E, F) терминальные комплексы.
Для перевозки пассажиров используется автоматизированная канатная рельсовая дорога (пиплмувер) серии Cable Liner производства Doppelmayr Cable Car.
В конкурсе на поставку оборудования принимали участие Siemens (Германия), Poma (Франция) и Doppelmayr (Австрия). Решение, предложенное Siemens, предполагавшее использование железнодорожного подвижного состава, оказалось вдвое дороже решений двух других конкурентов, предлагавших решения с использованием канатной тяги. Победителем конкурса стал Doppelmayr.
Движение закрыто 6 июня 2022 года, потому что из-за закрытия заграничных полётов южные терминалы аэропорта прекратили работу. 1 июня 2024 года возобновлено движение.

## Описание

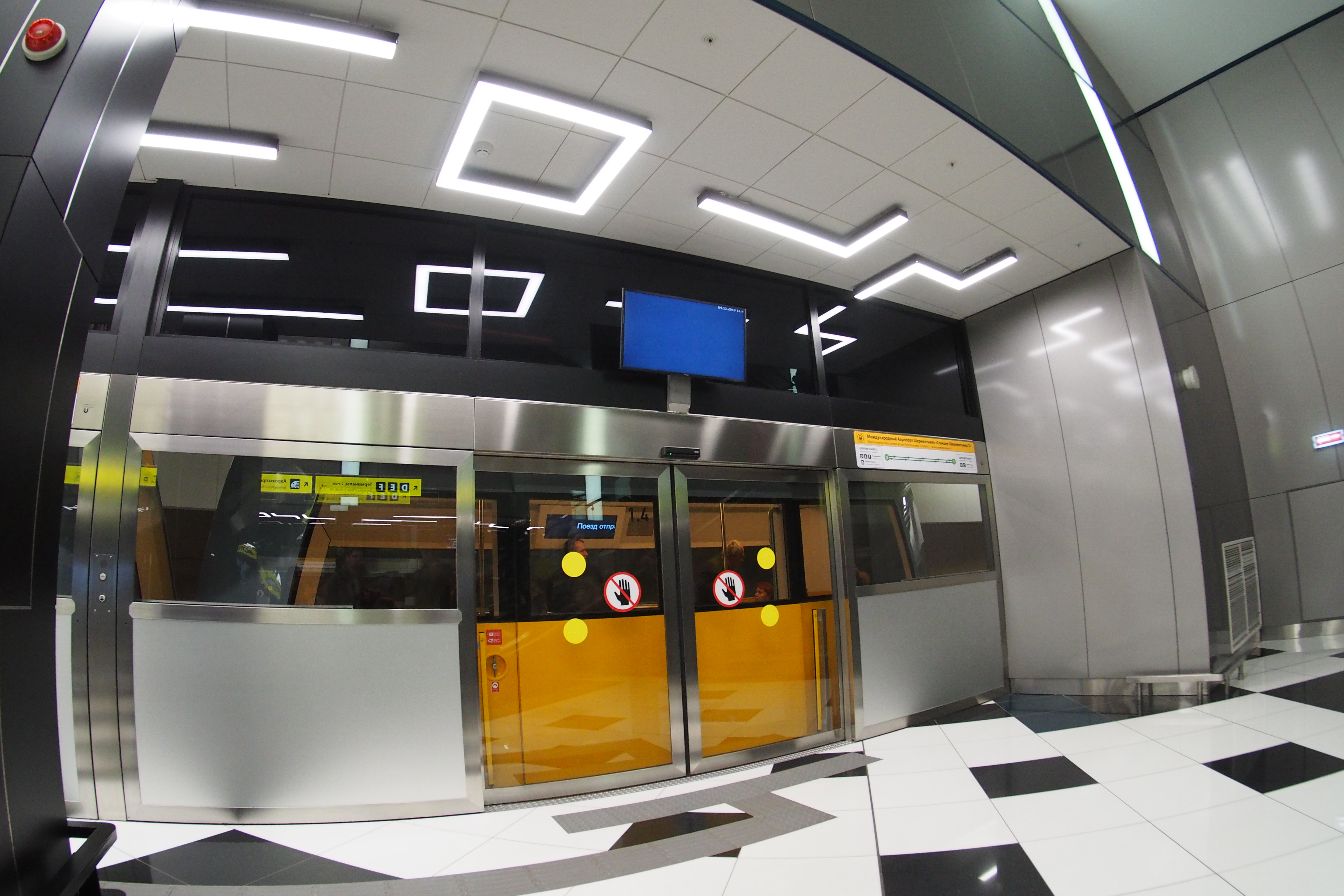
Состав АСПП на станции с закрытыми платформенными раздвижными дверьми

Пассажиров перевозят два безмоторных состава на канатной тяге, которые движутся в тоннеле независимо друг от друга, каждый по своему отдельному пути. Пути и направляющие в тоннелях железобетонные, на станциях — стальные. Поезда перевозят без смешивания пассажиров как общедоступной зоны, так и зоны дополнительных режимных ограничений, так называемой, чистой зоны. В каждом поезде по 4 четыре вагона, по 2 вагона отведено для каждой категории пассажиров.
На северном конце линии, со стороны терминала B (вход с первого этажа), находится станция «Шереметьево 1». На южном конце линии, в переходе между терминалами D и Е, находится станция «Шереметьево 2».
Время в пути — 4 минуты, включая посадку, интервал движения также 4 минуты, таким образом обеспечивается гарантированное минимальное стыковочное время — не более 50 минут.
Принцип действия этой системы до некоторой степени аналогичен фуникулёру, однако на трассе тоннеля отсутствует существенный уклон, а привод каждого из составов не зависит друг от друга, что отличает эту систему от классического фуникулёра. В отличие же от канатного трамвая поезда здесь постоянно прикреплены к канатной тяге. На обеих станциях «Шереметьево-1» и «Шереметьево-2» установлены платформенные раздвижные двери.

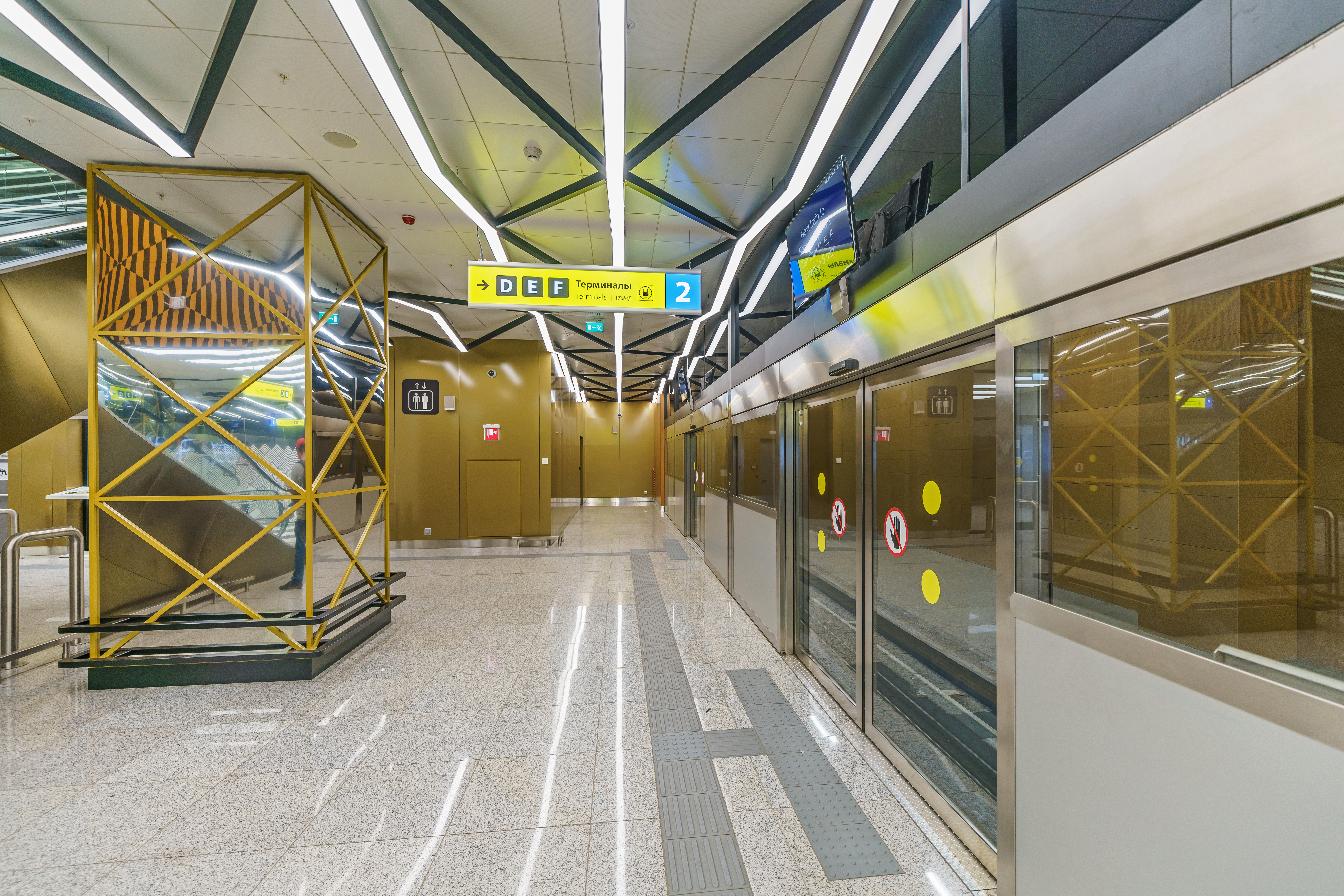
Станция Шереметьево-1 (общая зона)
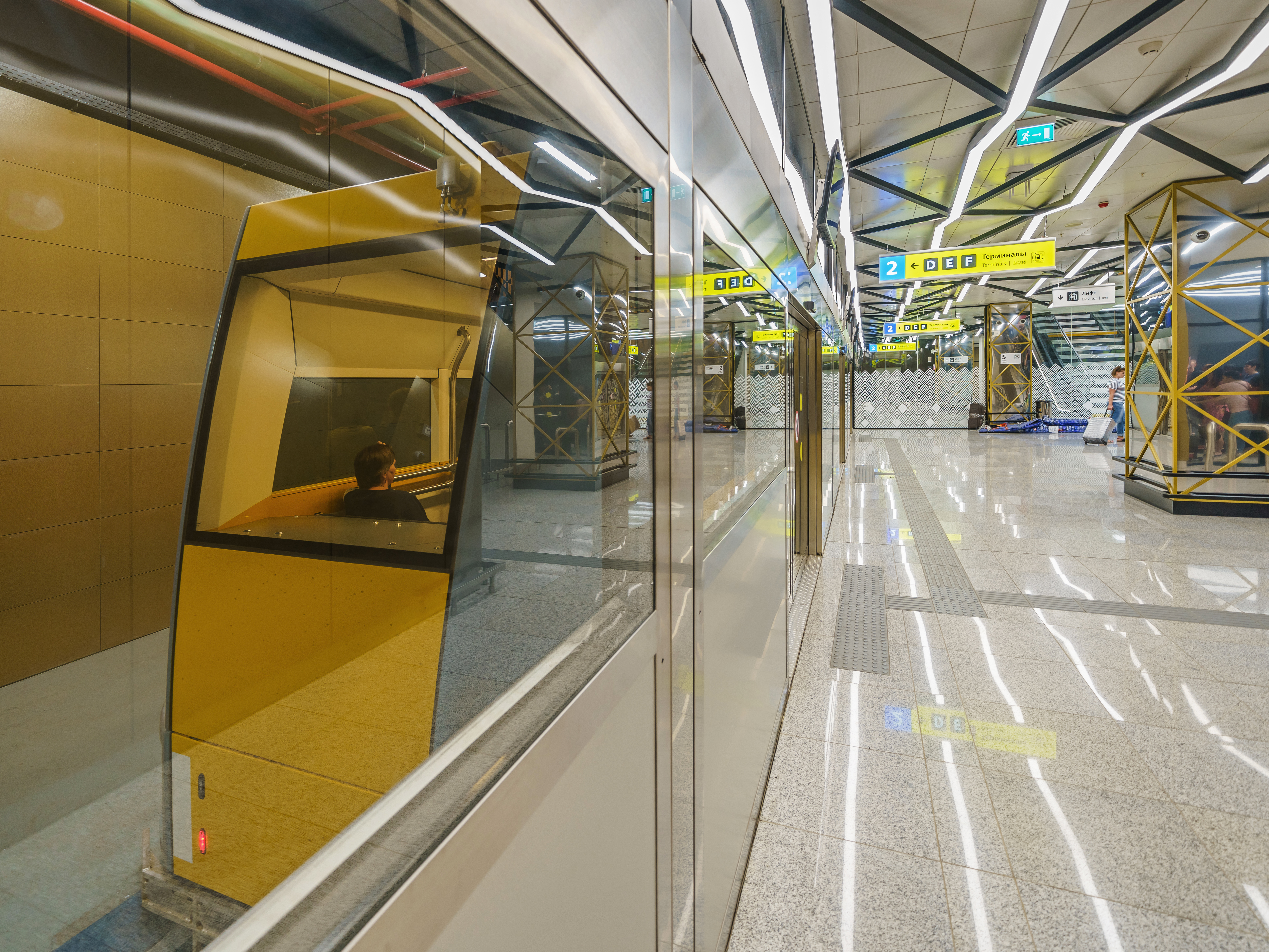
Станция Шереметьево-1, поезд
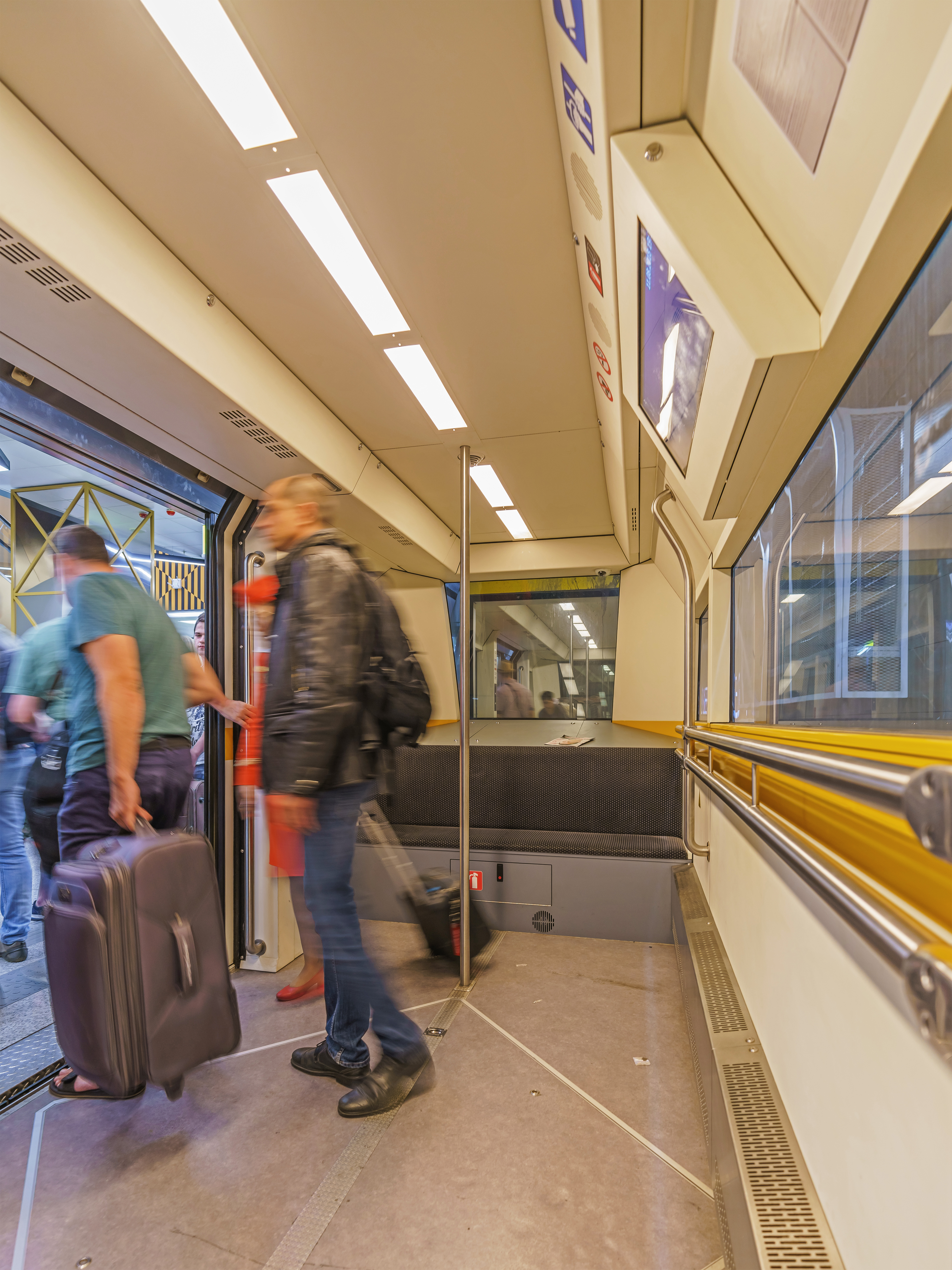
Интерьер вагона
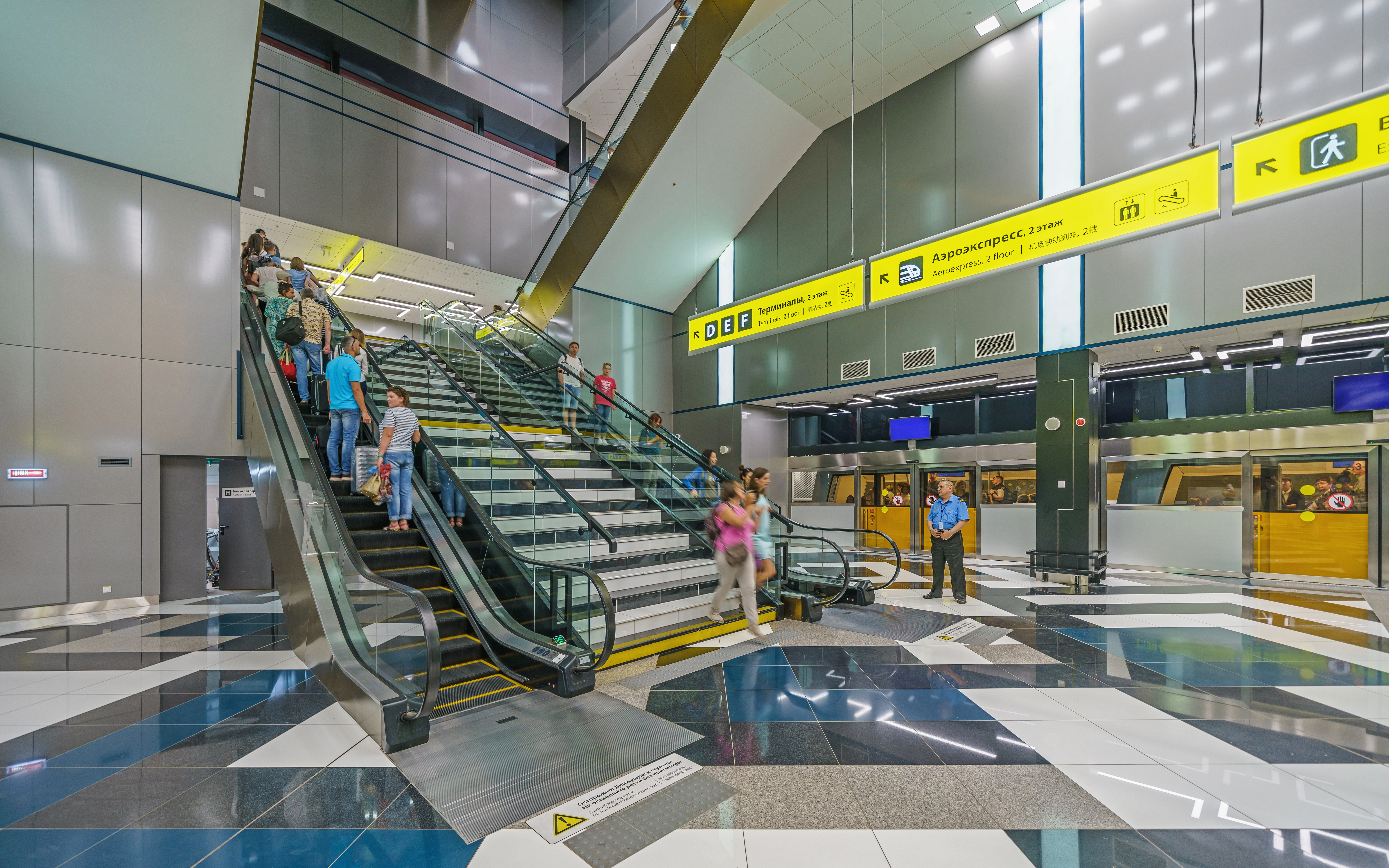
Станция Шереметьево-2 (общая зона)
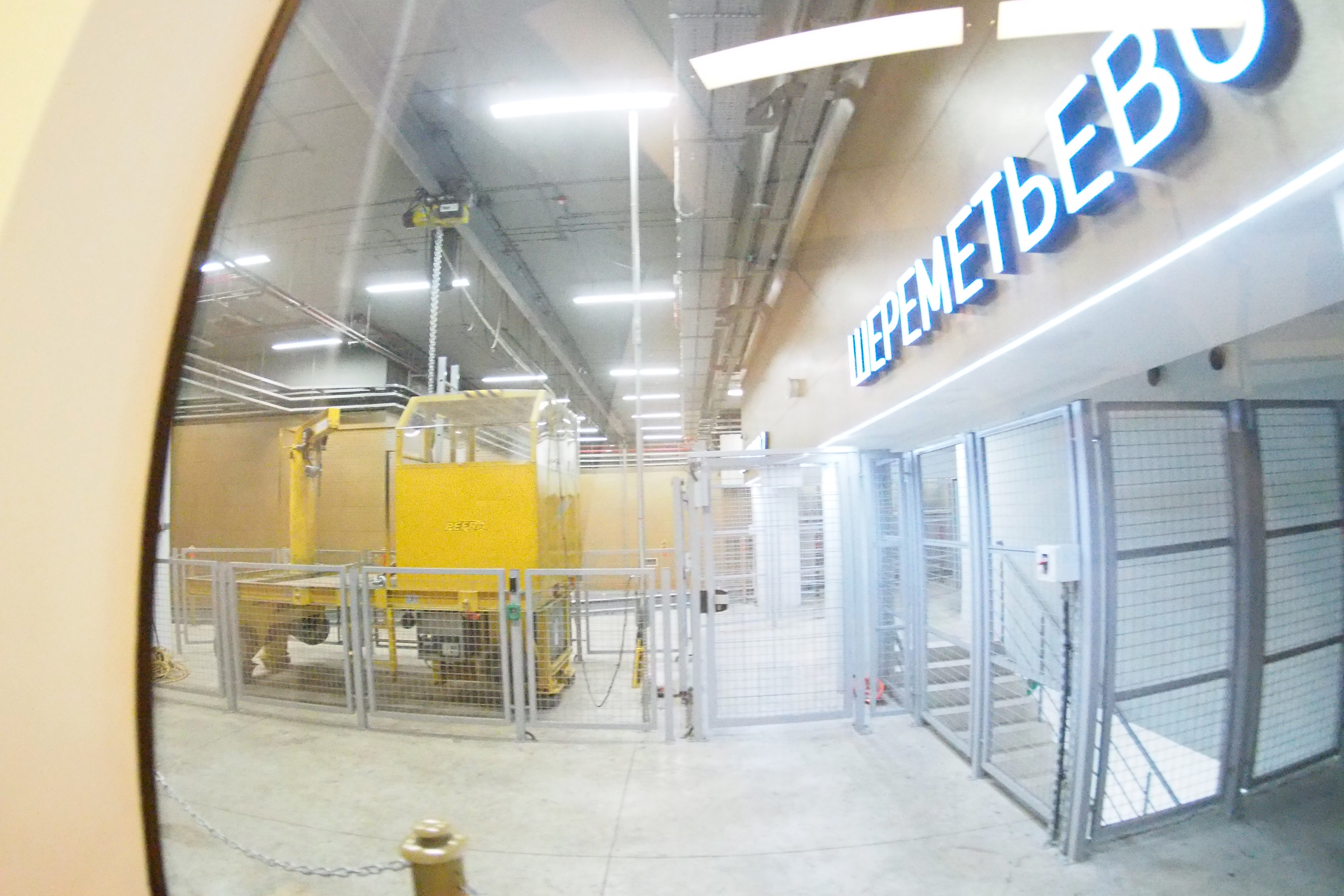
Служебный вагон

## Характеристики
- Станций: 2
  - «Шереметьево 1» — северная (терминал B);
  - «Шереметьево 2» — южная (терминалы D, E, F).
- Время в пути: 4 мин.
- Интервал движения: 4 мин[7].
- Модель: Double Shuttle Cable Liner[англ.][10].
- Тяга: канатная.
- Скорость: 13 м/с.
- Длина линии: 2 010 м.
- Составов: 2, по 4 вагона в каждом.
- Вместимость одного вагона: 27 мест (из них 8 для сидения).
- Провозная способность: 1 676 человек в час на каждом направлении[2].